# Chondrostylis bancana
Chondrostylis bancana là một loài thực vật có hoa trong họ Đại kích. Loài này được Boerl. mô tả khoa học đầu tiên năm 1897.